# Hongdu
Hongdu (kinesiska: 红渡镇, 红渡) är en köping i Kina. Den ligger i den autonoma regionen Guangxi, i den södra delen av landet, omkring 130 kilometer norr om regionhuvudstaden Nanning. Antalet invånare är 29558. Befolkningen består av 14 408 kvinnor och 15 150 män. Barn under 15 år utgör 16,0 %, vuxna 15-64 år 71 %, och äldre över 65 år 11,0 %.
Genomsnittlig årsnederbörd är 1 829 millimeter. Den regnigaste månaden är juni, med i genomsnitt 333 mm nederbörd, och den torraste är februari, med 41 mm nederbörd.